# Artemón
Artemón (i. e. 4. század?) görög epigrammaköltő
Élete teljesen ismeretlen. Epigrammáit az Anthologia Graeca őrizte meg, ezekben egy fiú, bizonyos Ekhedémosz szerelmét ünnepli. Egy epigrammája:
Létó sarja, a nagy Zeusz gyermeke, tenger övezte 
déloszi dombhátak jóstudományú ura!
Kekropsznak földjén Ekhedémosz a másik Apollón,
lágy fürtű szerelem hinti be szirmaival,
és hazája, Athén, ki a föld meg az ég ura volt rég,
Hellászt most e fiú bájaival veszi be!